# Tim nhân tạo
Tim nhân tạo là một thiết bị thay thế cho trái tim. Tim nhân tạo thường được sử dụng để thu hẹp thời gian ghép tim hoặc thay thế vĩnh viễn tim trong trường hợp ghép tim là không thể.  Mặc dù các phát minh tương tự khác có trước đó từ cuối những năm 1940, trái tim nhân tạo đầu tiên được cấy ghép thành công ở người là Jarvik-7 vào năm 1982, được thiết kế bởi một nhóm bao gồm Willem Johan Kolff và Robert Jarvik.
Một trái tim nhân tạo khác với một thiết bị hỗ trợ tâm thất (VAD) được thiết kế để hỗ trợ một trái tim bị hỏng. Nó cũng khác với máy tim phổi, đây là một thiết bị bên ngoài được sử dụng để cung cấp các chức năng của cả tim và phổi và chỉ được sử dụng trong vài giờ mỗi lần, phổ biến nhất là trong phẫu thuật tim.